# Elizabeth Gunning
Elizabeth Campbell, Duquesa de Argyll y 1.ª Baronesa Hamilton de Hameldon (c. diciembre de 1733-20 de diciembre de 1790) fue una bella celebridad anglo-irlandesa y anfitriona de la alta sociedad.

## Primeros años
Elizabeth Gunning nació en Hemingford Grey, Huntingdonshire, hija de John Gunning de Castle Coote y su esposa, Bridget, de soltera Bourke (hija de VI vizconde de Mayo) y hermana menor de Maria Gunning.
La familia era relativamente pobre y cuando las dos hermanas llegaron a la mayoría de edad, su madre las impulsó a dedicarse a la actuación para ganarse la vida. Entonces viajaron a Dublín, donde trabaron una gran amistad con la actriz Peg Woffington, y trabajaron algún tiempo en el teatro de la ciudad.
Para una mujer, el escenario no era una pasarela para convertirse en la esposa de un noble, y ser una actriz de teatro aún no era considerado respetable. Muchas actrices en ese tiempo se desempeñaban al mismo tiempo como cortesanas de ricos benefactores, para mantener ese estatus de vida por mucho tiempo, mientras otras lo usaban como el medio para obtener un marido rico. A las muchachas se las animó a asistir a acontecimientos sociales para atraer a potenciales pretendientes. Uno de esos eventos fue celebrado en el Castillo de Dublín por la vizcondesa Petersham.
Sin embargo, las dos hermanas no tenían ningún vestido para el evento hasta que Tom Sheridan, gerente de uno de los teatros en donde las jóvenes hermanas habían actuado, les suministró dos trajes del camerino siendo estos los de Lady Macbeth y Julieta, y entonces ellas fueron presentadas al conde de Harrington, entonces Lord teniente de Irlanda. Las dos hermanas viajaron entonces a Londres en 1751 desde Irlanda y comenzaron a asistir a bailes y eventos en el West End y los New Spring Gardens, así como presentadas en la corte. En ambos ambientes, la muchedumbre y los cortesanos clamaban para ver a las hermanas, y ellas se hicieron famosas en el término de meses.
Fue inmortalizada en varios retratos, por entre otros artistas, Sir Joshua Reynolds. y Gavin Hamilton  Archivado el 6 de enero de 2009 en Wayback Machine..

## Matrimonio en la nobleza

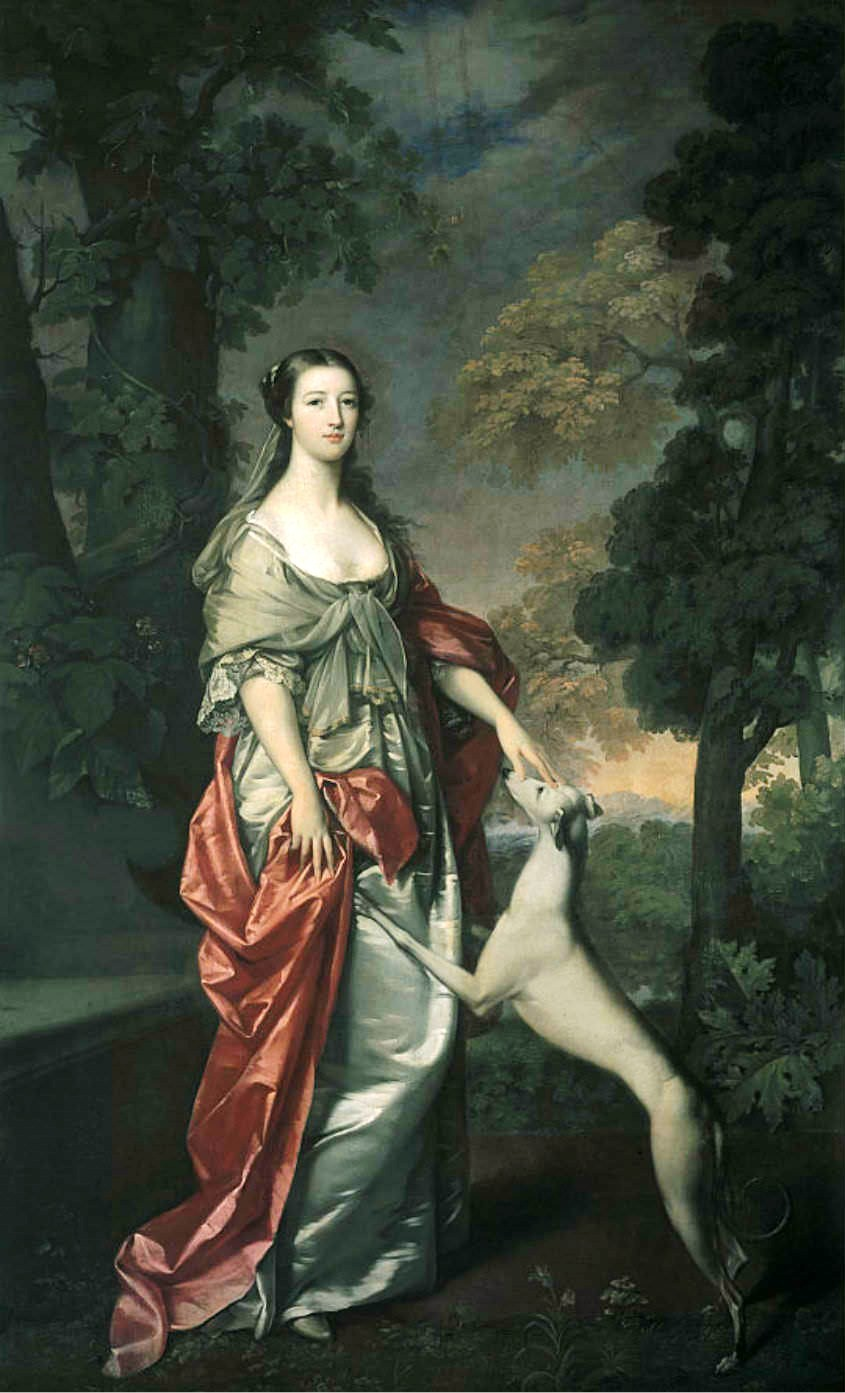
Retrato por Gavin Hamilton comisionado por James Hamilton, VI duque de Hamilton.

El 14 de febrero (Día de San Valentín) al año siguiente, Elizabeth conoció a duque de Hamilton en la Casa Bredford (Bedford House) en Londres. Según Robert Walpole, el duque deseó casarse con ella esa misma noche y llamó a un párroco local para realizar la ceremonia. Sin embargo, sin una licencia, y un anillo, el párroco se negó a oficiar la ceremonia y eventualmente se casaron esa noche en la Capilla Mayfair (la cual no requería licencia) en un casamiento clandestino, con un anillo prestado con el cual Elizabeth se convirtió en la Duquesa de Hamilton.
Cuando el duque murió en 1758, ella se prometió al duque de Bridgwater pero el compromiso fue cancelado ese año por razones desconocidas, y el 3 de febrero del año siguiente, se casó con John Campbell, marqués de Lorne. En 1760, su hermana María, quien también satisfactoriamente se había casado en la nobleza, había muerto debido al empleo excesivo de productos de maquillaje que contenían plomo.
Desde 1761 hasta 1784, ella fue Lady of the Bedchamber (Señora de la Cámara) de la reina Carlota de Mecklemburgo-Strelitz. Su marido heredó el título de su padre cono Duque de Argyll en 1770, y Elizabeth pasó a ser conocida como la duquesa de Argyll. El 20 de mayo de 1776, el rey Jorge III (admirador suyo desde hacía mucho tiempo) la creó Baronesa Hamilton de Hameldon en su propio derecho.

## Vida posterior
Elizabeth murió el 20 de diciembre, de 1790 en su casa de Argyll en Londres y fue enterrada en Kilmun, Argyllshire.

## Hijos
Elizabeth tuvo ocho hijos, tres con el duque de Hamilton y cinco con el duque de Argyll:
Hijos de Elizabeth Gunning y James Hamilton, VI duque de Hamilton:
- Lady Elizabeth Hamilton (26 de enero de 1753 - 14 de marzo de 1797).
- James George Hamilton, VII duque de Hamilton (18 de febrero de 1755 - 7 de julio de 1769).
- Douglas Hamilton, VIII duque de Hamilton (24 de julio de 1756 - 2 de agosto de 1799).

Hijos de Elizabeth Gunning y John Campbell, V duque de Argyll:
- Lady Augusta Campbell (murió el 22 de junio de 1831).
- George John Campbell, conde de Campbell (17 de febrero de 1763 - 9 de julio de 1764).
- Sir George William Campbell, VI duque de Argyll (22 de septiembre de 1768 - 22 de octubre de 1839).
- Lady Charlotte Susan Maria Campbell (28 de enero de 1775 - 1 de abril de 1861).
- John Douglas Edward Henry Campbell, VII duque de Argyll (21 de diciembre de 1777 - 25 de abril de 1847).

## Títulos y estilos
- Nace – 14 de febrero de 1752: Señorita Elizabeth Gunning
- 14 de febrero de 1752 – 17 de enero de 1758: HG Duquesa de Hamilton
- 17 de enero de 1758 – 3 de febrero de 1759: HG Duquesa Viuda de Hamilton
- 3 de febrero de 1759 – muerte: HG Duquesa de Argyll
- 20 de mayo de 1776 – muerte: La Honorable Baronesa Hamilton de Hameldon